# Spoorlijn aansluiting Strecknitz - Lübeck-Schlutup
De spoorlijn aansluiting Strecknitz - Lübeck-Schlutup is een Duitse spoorlijn in Sleeswijk-Holstein en is als spoorlijn 1131 onder beheer van DB Netze.

## Geschiedenis
Het traject werd door de Lübeck-Büchener Eisenbahn geopend op 20 augustus 1902.

## Treindiensten
De lijn is alleen in gebruik voor goederenvervoer.

## Aansluitingen
In de volgende plaatsen is of was er een aansluiting op de volgende spoorlijnen:
aansluiting Strecknitz
DB 1122, spoorlijn tussen Lübeck en Strasburg
aansluiting Brandenbaum
DB 1137, spoorlijn tussen de aansluiting Brandenbaum en Lübeck Konstinbahnhof
Lübeck-Schlutup
DB 1132, spoorlijn tussen Lübeck-Schlutup en Schlutup Fischereihafen